# North West Slopes
La Région des North West Slopes (littéralement des versants Nord-Ouest) en Nouvelle-Galles du Sud en Australie correspond généralement à la région limitée à l'est par les Plateaux du nord, au sud par la région Centre-Ouest, à l'ouest par la région du Far West australien et au nord par le Queensland. La région correspond sensiblement à la zone des North West Slopes and Plains de l'Australian Bureau of Meteorology. 
Elle est plus élevée, plus moutonnante et plus humide dans sa partie Est que dans sa portion ouest. La région est traversée par divers affluents de la rivière Darling, qui coule un peu plus à l'est, comme les rivières Barwon, Gwydir et Namoi Rivers. 
Elle comprend les villes de Gunnedah, Warialda, Manilla, Boggabri, Mungindi, Narrabri, Moree, Quirindi, Wee Waa, Tamworth et de nombreux villages. 
La région a toujours été une zone importante de culture du blé mais ces dernières décennies, les cultures irriguées, notamment celles de coton, se sont considérablement développées. Les principales exportations sont le coton, le charbon, le bœuf, l'agneau et le porc, les céréales et les oléagineux. 
La région est traversée par la New England Highway, la Newell Highway, la Kamilaroi Highway, l'Oxley Highway, la Gwydir Highway et par des voies de chemin de fer comme la Main Western railway line, reliant Bourke à Sydney avec une connexion vers le port de Newcastle. La ligne ferroviaire Main North railway line ne continue plus jusqu'à la frontière du Queensland, mais Werris Creek, Tamworth et Kootingal sont encore desservies par le service Countrylink Xplorer entre Sydney et Armidale. 
Le Parc national du Mont Kaputar, près de Narrabri, se situe dans la région. 
Cette région est souvent considérée comme faisant partie de la Nouvelle-Angleterre. Parfois, la région est également connue comme la New England North West ou, moins fréquemment, la Northern Inland Region quand elle inclut aussi les Northern Tablelands. 
Les zones d'administration locale de la région comprennent le Comté de Gunnedah, le Comté de Liverpool Plains, le Comté de Moree Plains, le Comté de Narrabri et le Conseil de la région de Tamworth.